# Perdita propinqua
Perdita propinqua är en biart som beskrevs av Timberlake 1964. Perdita propinqua ingår i släktet Perdita och familjen grävbin. Inga underarter finns listade i Catalogue of Life.